# Baronnie de Portneuf
La Baronnie de Portneuf est située dans Portneuf dans la Capitale-Nationale. Elle est, avec la baronnie de Longueuil et de L'Islet, l'une des trois baronnies de la Nouvelle-France. 

## Histoire
Son territoire est d'une lieue et demie de front sur trois lieues de profondeur. La seigneurie a été concédée par la compagnie de la Nouvelle-France à Jacques Leneuf de La Poterie, le 16 avril 1647. René Robinau de Portneuf, fils de René Robinau de Bécancour et de Marie-Anne Leneuf de La Poterie, obtient en mars 1681 que sa seigneurie soit érigée en baronnie. 

## Barons de Portneuf
- 1681-1699 : René Robineau de Portneuf
- 1699-1709 : Pierre Robineau de Bécancour
- 1709-1715 : Jacques Robineau de Bécancour
- 1715-1812 : Ursulines de Québec
- 1812-1826 : Ursulines de Québec et Edward Hale [2]
- 1826-1851 : Edward Hale
- 1851-1854 : Angus McDonald

## Manoir de la Baronnie-de-Portneuf
Construit entre 1762 et 1788, le manoir de la Baronnie-de-Portneuf se situe au 100, 1re Avenue, à Portneuf. Il est le seul manoir d'une baronnie à subsister au Québec. Il a été cité comme immeuble patrimonial en 1998 et reconnu comme monument historique. En 2012, comme pour tous les biens reconnus, il est classé comme immeuble patrimonial par le ministère de la Culture et des Communications.

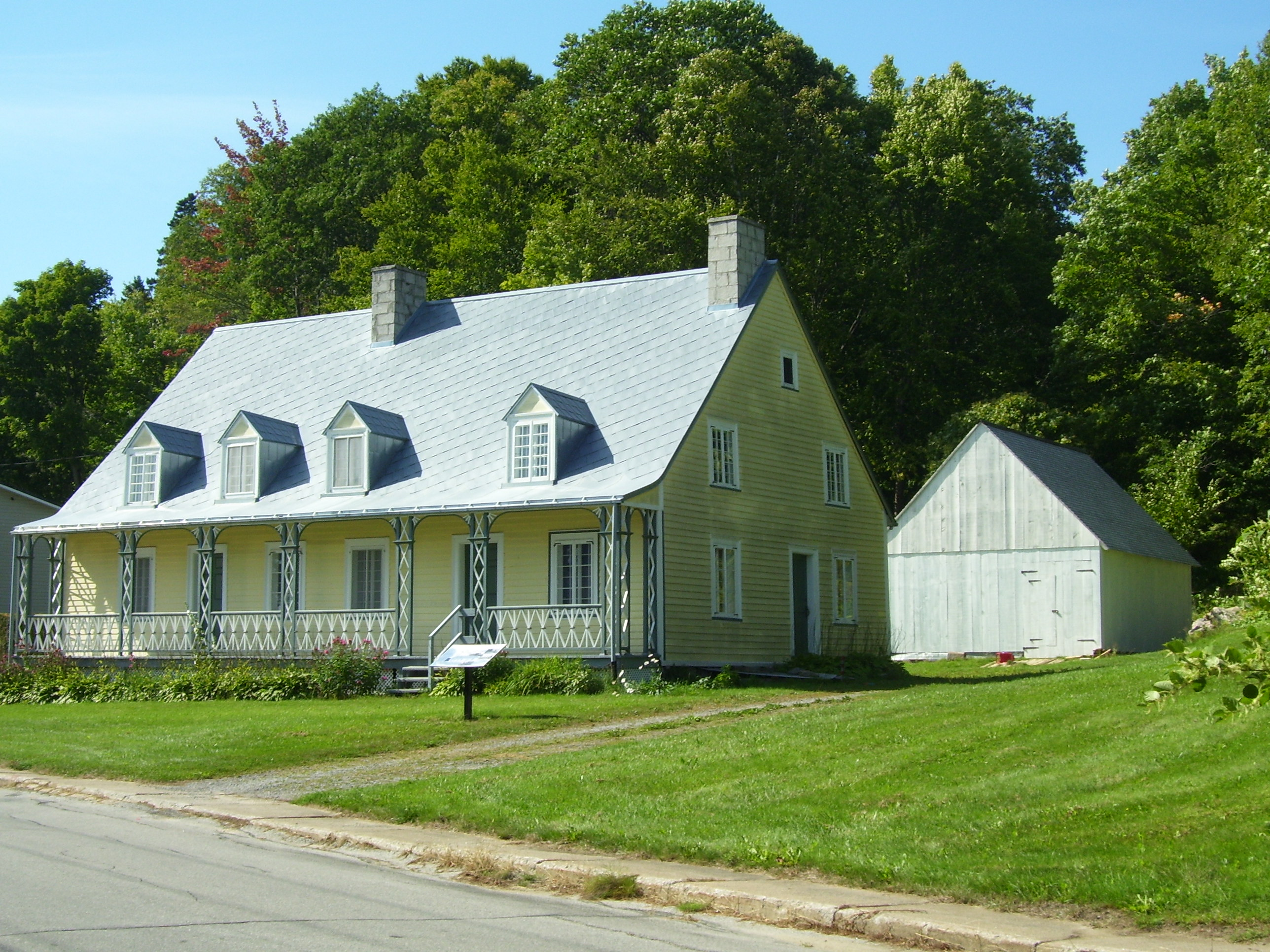
Le manoir en 2013